# 6683 Karachentsov
6683 Karachentsov è un asteroide della fascia principale. Scoperto nel 1976, presenta un'orbita caratterizzata da un semiasse maggiore pari a 3,0885524 UA e da un'eccentricità di 0,0947760, inclinata di 14,57849° rispetto all'eclittica.